# Sara Orrensjö
Sara  Orrensjö, född 2 maj 1976, är en extremskidåkare från Göteborg. Hon har vunnit nordiska mästerskapen i extremskidåkning. Hon har medverkat i ett antal skidfilmer som Catch Us if You Can, Up and Down, Sugar Hill och Transmission.
Sara Orrensjö är utbildad hälsopedagog, journalist och mentor inom elitidrott.  Numera bor hon i Göteborg och jobbar som föreläsare och personlig tränare. 
Sara är dotter till Ewa Rydell-Orrensjö, europamästarinna i gymnastik och landslagstränare i gymnastik. Saras morfar är fotbollslegendaren Sven Rydell,  Örgryte. 
Tillsammans med Janette Hargin startade hon 2008 produktionsbolaget Generation Flinga som i november 2009 släppte världens första skidfilm med enbart kvinnliga åkare, "Catch Us if You Can". Övriga deltagare i filmen var Anja Pärson, Stina Jakobsson, Jennifer Farde, Rachel Burks och Lynsey Dyer.